# Політехнічна освіта
Політехнічна освіта — сукупність знань про головні галузі й наукові принципи виробництва, оволодіння загально технічними вміннями, необхідними для участі в продуктивній праці.
Здійснюється вона насамперед у процесі вивчення предметів політехнічного циклу (математики, фізики, хімії, біології, географії), а також інших предметів (історії, основ держави і права, літератури, трудового навчання). Вагоме значення мають практикуми, факультативи з машинознавства, автосправи, електротехніки тощо. Застосовуючи політехнічні знання на практиці, учні набувають практичних, загально трудових умінь та навичок, зокрема таких: користування простими знаряддями праці та інструментами, аналіз і часткове складання технічної документації, виконання нескладних операцій з ручної та механізованої обробки металу, дерева, ремонт нескладної апаратури та ін.